# Benjamin Kibebe
Benjamin Kibebe (ur. 13 sierpnia 1981 w Addis Abebie) – szwedzki piłkarz pochodzenia etiopskiego występujący na pozycji obrońcy.

## Kariera klubowa
Kibebe seniorską karierę rozpoczął w 2000 roku w szwedzkim klubie AIK Fotboll. W Allsvenskan zadebiutował 1 maja 2000 roku w wygranym 1:0 pojedynku z Trelleborgiem. W 2001 oraz w 2002 roku wystąpił z zespołem w finale Pucharu Szwecji, jednak AIK przegrywał tam swoje mecze. Barwy AIK reprezentował przez 5 sezonów.
W 2005 roku Kibebe odszedł do norweskiego Tromsø IL z Tippeligaen. Pierwszy ligowy mecz zaliczył tam 10 kwietnia 2005 roku przeciwko Odds BK (1:1). 14 sierpnia 2005 roku w wygranym 2:1 spotkaniu z Molde FK strzelił pierwszego gola w Tippeligaen. W Tromsø spędził 2 sezony.
W 2007 roku przeszedł do Aalesunds FK, także grającego w Tippeligaen. Zadebiutował tam 9 kwietnia 2007 roku w przegranym 2:4 spotkaniu z IK Start. Po 2 sezonach w Aalesunds, Kibebe odszedł do duńskiego FC Nordsjælland. W Superligaen po raz pierwszy wystąpił 3 sierpnia 2008 roku w zremisowanym 1:1 spotkaniu z Esbjergiem. W 2010 roku zdobył z zespołem Puchar Danii.
W tym samym roku podpisał kontrakt ze szwajcarskim FC Luzern, w którego barwach zadebiutował 18 lipca 2010 roku w wygranym 4:0 meczu rozgrywek ekstraklasy z FC Sankt Gallen. W 2012 roku został wypożyczony do SC Kriens, z kolei latem 2012 przeszedł do FC Midtjylland. W 2013 roku zakończył tam karierę.

## Kariera reprezentacyjna
W reprezentacji Szwecji Kibebe rozegrał 1 spotkanie. Był to przegrany 0:1 mecz Mistrzostw Nordyckich z Finlandią, rozegrany 1 lutego 2001.